# كونتات ودوقات خيلدرز

شعار كونتية ودوقية خيلدرز الأصلي

الشعار بعد 1379

هذه قائمة بدوقات وكونتات المقاطعة التاريخية خيلدرز بهولندا.

## عائلة بورغندي
- 1473–1477 : شارل الجريء
- 1477–1482 : ماري دوقة بورغونيا، ابنة شارل الأول، زوجة ماكسيمليان الأول (إمبراطور روماني مقدس)

## عائلة هابسبورج
- 1477–1482 : ماكسيمليان الأول، حاكم jure uxoris
- 1482–1492 : فيليب الأول ملك قشتالة، ان ماري وماكسميليان الأول

- 1543–1555 : كارلوس الخامس، ابن فيليب الأول
- 1555–1598 : فيليب الثاني ملك إسبانيا، ابن شارل الخامس